# جائزة التشيك الكبرى للدراجات النارية 2009
جائزة التشيك الكبرى للدراجات النارية 2009 هو سباق دراجات نارية أقيم بتاريخ 16 أغسطس 2009 في حلبة برنو. كان الجولة الحادية عشر من أصل 17 في سباق الجائزة الكبرى للدراجات النارية موسم 2009. فاز فالنتينو روسي بفئة الموتو جي بي بينما جاء داني بيدروسا في المركز الثاني وحصل على المركز الثالث توني إلياس.

## وصلات خارجية
- الموقع الرسمي